# Suchiniči
Suchiniči (rusky Сухиничи) je město v Kalužské oblasti v Ruské federaci. Při sčítání lidu v roce 2010 mělo přes šestnáct tisíc obyvatel.

## Poloha a doprava
Suchiniči leží na řece Bryni, levém přítoku Žizdry v povodí Volhy. Od Kalugy, správního města oblasti, je vzdáleno přibližně sto kilometrů jihozápadně.

### Doprava
Jedná se o významný železniční uzel. Hlavní trať Moskva–Brjansk–Kyjev je zde křížena tratí Smolensk–Čaplygin a vede odsud trať přes Kirov do Roslavlu. Je zde seřaďovací nádraží.
Severozápadně od města vede dálnice M3.

## Dějiny
Suchiniči vzniklo v první polovině 18. století jako vesnice. Městem je od roku 1840. Významným železničním uzlem se stalo otevřením obou hlavních tratí v roce 1899.
Za druhé světové války bylo Suchiniči 7. října 1941 obsazeno německou armádou a 29. ledna 1942 dobyto zpět Západním frontem Rudé armády v rámci bitvy o Ržev.

### Rodáci
- Lev Borisovič Okuň (1929–2015), fyzik